# Ancylis rhenana
Ancylis rhenana is een vlinder uit de familie bladrollers (Tortricidae). De wetenschappelijke naam is voor het eerst geldig gepubliceerd in 1920 door Muller-Rutz.
De soort komt voor in Europa.